# Aker (anjo)
Aker é um anjo mencionado no livro Apocalipse de Esdras, o qual o nome foi revelado para Esdras, como um dos nove anjos que governarão "no fim do Mundo". Os novos anjos mencionados são: Miguel, Gabriel, Uriel, Rafael, Gabutelão, Aker, Arfugítono, Beburos e Zebuleon. Aker não é considerado um arcanjo e é uma figura não canônica. Teologistas supõem que Aker pode ser comparável a Kyr.